# Trần Liêm Điều
Trần Liêm Điều (sinh ngày 19 tháng 2 năm 2001) là cầu thủ bóng đá chuyên nghiệp người Việt Nam đang chơi ở vị trí thủ môn cho câu lạc bộ bóng đá Nam Định và Đội tuyển bóng đá U-23 quốc gia Việt Nam.

## Sự nghiệp
Trần Liêm Điều sinh ngày 19 tháng 2 năm 2001 tại Nam Định. Liêm Điều được đào tạo và trưởng thành tại Câu lạc bộ bóng đá Nam Định.
Năm 2019, Trần Liêm Điều được đôn lên đội một Nam Định tại V.League nhưng không được thi đấu nhiều. Năm 2020, Trần Liêm Điều là thủ môn số 1 của đội U-21 Nam Định thi đấu tại Vòng chung kết U-21 Quốc gia. Với chiều cao 1 mét 86, Liêm Điều là cầu thủ cao nhất ở Vòng chung kết U-21 Quốc gia năm 2020

## Sự nghiệp quốc tế

### U-22 Việt Nam
Sau giải U-21 Quốc gia 2020, Trần Liêm Điều là một trong 3 thủ môn được huấn luyện viên Park Hang-seo gọi lên tuyển U-22 Việt Nam.

### U-23 Việt Nam

#### Giải vô địch bóng đá U-23 Đông Nam Á 2022
Tại Giải vô địch bóng đá U-23 Đông Nam Á 2022, đội tuyển U-23 Việt Nam bị thiếu hụt lực lượng nghiêm trọng. Trước trận bán kết với Đông Timor, toàn đội chỉ còn 9 cầu thủ đủ điều kiện thi đấu, do các cầu thủ còn lại đều đã dương tính với COVID-19. Đội tuyển lúc này đang đứng trước nguy cơ bị loại khỏi giải do không đủ 13 cầu thủ để thi đấu. Trần Liêm Điều là một trong 4 cầu thủ được gọi bổ sung cho đội tuyển U-23 Việt Nam. Anh đã di chuyển bằng máy bay từ Nam Định vào Thành phố Hồ Chí Minh rồi sang Campuchia bằng đường bộ.
Ngày 24 tháng 2 năm 2022, Trần Liêm Điều có mặt tại Campuchia để hội quân cùng đội tuyển chỉ vài giờ trước trận bán kết của giải. Đội U-23 Việt Nam đã đăng ký vừa đủ 13 cầu thủ thi đấu theo quy định và Trần Liêm Điều được huấn luyện viên trưởng Đinh Thế Nam đăng ký ở vị trí thủ môn dự bị. Vào phút bù giờ của hiệp phụ thứ nhất, thủ môn Trần Liêm Điều được huấn luyện viên Đinh Thế Nam thay vào sân cho Nguyễn Trung Thành vì Trần Liêm Điều là cầu thủ dự bị cuối cùng của U-23 Việt Nam đăng ký thi đấu trong trận. Đây là lần đầu Liêm Điều ra sân thi đấu trong màu áo U-23 Việt Nam ở một trận đấu chính thức cấp khu vực, mặc dù anh đã được gọi lên đội tuyển U-23 từ năm 2020 và từng góp mặt trong các trận giao hữu của đội tuyển.
Trước đó, ban huấn luyện của U-23 Việt Nam đã chuẩn bị sẵn hai bộ trang phục thi đấu cho Liêm Điều cùng in số áo 25, bộ màu vàng của thủ môn và bộ màu trắng trong trường hợp anh thi đấu như một cầu thủ vì đội tuyển chỉ có 2 cầu thủ dự bị. Trên sân, Trần Liêm Điều được huấn luyện viên Đinh Thế Nam giao nhiệm vụ đá tiền đạo cắm nhằm tận dụng ưu thế chiều cao của anh. Trong một số tình huống làm tường, Trần Liêm Điều đã tạo điều kiện cho đồng đội thi đấu nhưng chưa ghi được bàn thắng. Thủ môn Trần Liêm Điều đã có 21 phút thi đấu trong vai trò tiền đạo tại trận đấu mà U-23 Việt Nam giành chiến thắng trên loạt sút luân lưu để vào chung kết giải U-23 Đông Nam Á.
"Thực tế Liêm Điều sau khi tập trung ngày 5 tháng 1, tập mới 5 ngày đã dương tính với COVID-19; phải đến khi tập trung ở Bình Dương mới khỏi. Do không có thời gian tập luyện với đồng đội, nên chúng tôi buộc phải bỏ Liêm Điều dù rất tiếc, vì U-23 Việt Nam chỉ được phép đem 3 thủ môn dự giải U-23 Đông Nam Á. Khi đó tôi có nói chuyện và Liêm Điều rất vui vẻ ở nhà"— Huấn luyện viên Đinh Thế Nam lý giải về việc không lựa chọn Trần Liêm Điều lúc đầu trên Thanh Niên

## Cuộc sống cá nhân
Ngày 13 tháng 1 năm 2022, Trần Liêm Điều đã lập gia đình với Minh Trang, đám cưới của hai người được tổ chức đơn giản trong thời kỳ dịch bệnh.

## Đánh giá
| “                 | ... Trần Liêm Điều là thủ môn rất tiềm năng của bóng đá Việt Nam. Thủ thành 19 tuổi của Nam Định có khả năng chọn điểm rơi tốt và ra vào hợp lý và quan trọng nhất là phòng ngự bóng bổng nhờ chiều cao lý tưởng. Chiều cao của thủ môn là điều cực kỳ cần thiết trong bóng đá hiện đại.... | ” |
| — Báo Thanh Niên, | |   |

## Danh hiệu
Thép Xanh Nam Định
- V.League 1: 2023–24

U-23 Việt Nam
- Giải vô địch bóng đá U-23 Đông Nam Á: 2022